# Hell in a Cell 2011
Hell in a Cell 2011 è stata la terza edizione dell'omonimo evento in pay-per-view prodotto annualmente dalla WWE. L'evento si è svolto il 2 ottobre 2011 alla New Orleans Arena di New Orleans (Louisiana).

## Storyline
Il 18 settembre, a Night of Champions, John Cena ha sconfitto il campione Alberto Del Rio, conquistando così il WWE Championship per la decima volta. Nella puntata di Raw del 19 settembre il COO della WWE, Triple H, ha annunciato un Triple Threat Hell in a Cell match tra Cena, Del Rio e CM Punk (il quale non aveva ancora ricevuto un rematch per il titolo dopo averlo perso contro Del Rio a SummerSlam) con in palio il WWE Championship per Hell in a Cell.
A Night of Champions, Mark Henry ha sconfitto il campione Randy Orton, conquistando così il World Heavyweight Championship per la prima volta. Nella puntata di Raw del 19 settembre il General Manager di SmackDown, Theodore Long, ha sancito un Hell in a Cell match tra Henry e Orton con in palio il titolo per Hell in a Cell dopo che quest'ultimo aveva invocato la sua clausola di rivincita.
Nella puntata di Raw del 26 settembre i WWE Tag Team Champions, gli Air Boom (Kofi Kingston e Evan Bourne), hanno salvato Zack Ryder dall'attacco di Jack Swagger e dello United States Champion Dolph Ziggler dopo che quest'ultimo aveva difeso con successo il suo titolo proprio contro lo stesso Ryder. Un match per il WWE Tag Team Championship tra gli Air Boom contro Swagger e Ziggler è stato poi annunciato per Hell in a Cell.
A Night of Champions, Kelly Kelly ha difeso con successo il Divas Championship contro Beth Phoenix. Nella puntata di Raw del 26 settembre la Phoenix e Natalya hanno sconfitto Kelly e Eve Torres; con Beth che ha schienato la campionessa per vincere l'incontro. Un match tra Kelly e la Phoenix con in palio il Divas Championship è stato poi sancito per Hell in a Cell.
Nella puntata di Raw del 26 settembre Christian ha interferito durante un Battle Royal match per l'Intercontinental Championship di Cody Rhodes, aiutando quest'ultimo ad eliminare Sheamus dalla contesa. Nella puntata di SmackDown del 30 settembre, dopo che Christian aveva brutalmente attaccato Sheamus, è stato annunciato un match tra i due per Hell in a Cell.
Per Hell in a Cell è stato inoltre sancito un match tra Sin Cara Azul e Sin Cara Negro dopo che quest'ultimo aveva brutalmente attaccato il primo, con l'intenzione di "rubargli" la propria identità (kayfabe).

## Risultati
| #       | Incontri                                                                         | Stipulazioni                                               | Durata |
| ------- | -------------------------------------------------------------------------------- | ---------------------------------------------------------- | ------ |
| Kickoff | Daniel Bryan ha sconfitto JTG                                                    | Single match                                               | 07:47  |
| 1       | Sheamus ha sconfitto Christian                                                   | Single match                                               | 13:42  |
| 2       | Sin Cara Azul ha sconfitto Sin Cara Negro                                        | Single match                                               | 09:46  |
| 3       | The Air Boom (c) ha sconfitto Dolph Ziggler e Jack Swagger (con Vickie Guerrero) | Tag team match per il WWE Tag Team Championship            | 10:47  |
| 4       | Mark Henry (c) ha sconfitto Randy Orton                                          | Hell in a cell match per il World Heavyweight Championship | 15:58  |
| 5       | Cody Rhodes (c) ha sconfitto John Morrison                                       | Single match per il WWE Intercontinental Championship      | 07:20  |
| 6       | Beth Phoenix (con Natalya) ha sconfitto Kelly Kelly (c) (con Eve Torres)         | Single match per il WWE Divas Championship                 | 08:41  |
| 7       | Alberto Del Rio (con Ricardo Rodríguez) ha sconfitto CM Punk e John Cena (c)     | Triple threat hell in a cell match per il WWE Championship | 24:09  |